# ایهار بوکی
ایهار بوکی (به انگلیسی: Ihar Boki) (زادهٔ ۲۸ ژوئن ۱۹۹۴) شناگر اهل بلاروس است.